# HMS Bellerophon (1786)
Vous lisez un « bon article » labellisé en 2014.
Pour les autres navires du même nom, voir HMS Bellerophon.
Le HMS Bellerophon est un navire de ligne de 3e rang de 74 canons construit pour la Royal Navy. Lancé en 1786, ce navire de classe Arrogant est actif au cours des guerres de la Révolution française et des guerres napoléoniennes, la plupart du temps sur des missions de blocus maritime ou d'escorte de convoi. Connu des marins comme le Billy Ruffian, il participe à trois combats notables : la bataille du 13 prairial an II (combat de prairial), la bataille d'Aboukir et la bataille de Trafalgar. Il est le navire à bord duquel Napoléon Ier finit par se rendre, mettant ainsi fin à près de 22 années de guerre continue avec la France.
Construit à Frindsbury, le Bellerophon est initialement quillé pour la réserve de la Royal Navy. Brièvement armé pendant la crise de Nootka et la guerre russo-turque de 1787-1792, il entre en service avec la Channel Fleet (« flotte de la Manche ») au début des guerres de la Révolution française et prend part au combat de prairial en 1793. Le Bellerophon manque d'être capturé par les Français en 1795 sans l'audace du vice-amiral William Cornwallis peu avant la bataille de Groix. Il joue un rôle mineur dans l'interception d'une force d'invasion française à destination de l'Irlande en 1797, puis rejoint la Mediterranean Fleet (« flotte de la Méditerranée ») sous le commandement de John Jervis. Détaché pour renforcer la flotte du contre-amiral Horatio Nelson en 1798, il participe à la défaite d'une flotte française à la bataille d'Aboukir. Il est ensuite envoyé en Angleterre puis aux Antilles, où il passe la période de la paix d'Amiens en escortant des convois entre les Antilles et l'Amérique du Nord.
Le Bellerophon retourne dans les eaux européennes pour la reprise de la guerre avec la France, rejoignant une flotte sous le commandement du vice-amiral Cuthbert Collingwood qui fait le blocus de Cadix. La flotte britannique, alors commandée par Horatio Nelson, engage la flotte franco-espagnole quand elle sort du port. Lors de la bataille de Trafalgar qui en résulte le 21 octobre 1805, le Bellerophon subit de lourdes pertes dont son capitaine John Cooke. Après des réparations, le Bellerophon réalise des blocus de flottes ennemies dans la Manche et la mer du Nord. Il entre en mer Baltique en 1809, pour des attaques sur des navires russes et en 1810 il est de retour au large des côtes françaises pour de nouveaux blocus portuaires. Il est utilisé comme navire d'escorte de convoi entre 1813 et 1814 en Amérique du Nord et en 1815 il participe à un blocus du port français de Rochefort. En juillet 1815, vaincu à Waterloo, Napoléon Ier ne peut s'échapper vers l'Amérique à cause du blocus du Bellerophon. Il se rend alors à bord du navire « qui [l']avait gêné […] depuis plus de vingt ans » pour finalement se rendre aux Britanniques. C'est le dernier service en mer du Bellerophon qui est retiré du service et transformé en ponton d'emprisonnement en 1815, puis rebaptisé HMS Captivity en 1824 afin de libérer le nom pour un autre navire. Déplacé à Plymouth en 1826, il est en service jusqu'en 1834, lorsque les derniers détenus le quittent. L'Amirauté le vend en 1836 et il est démoli.

## Construction et mise en service
Le HMS Bellerophon est commandé le 11 janvier 1782 au chantier naval Edward Greaves and Company de Frindsbury dans le Kent, à partir de plans développés par le Surveyor of the Navy Thomas Slade,,. Il est considéré comme le huitième navire sur douze de la classe Arrogant. Cette classe de navire a été développée par Slade en 1758 sur la base de la classe Bellona. Pour autant, comme il s'agit d'une évolution légère de la classe Arrogant par rapport deux aux premiers navires, le HMS Arrogant et le HMS Cornwall, il peut aussi être considéré comme appartenant à une sous-classe, la classe Edgar, nommée d'après le troisième navire, le HMS Edgar. L'évolution date de 1774 et elle est approuvée par l'Amirauté le 25 août 1782.

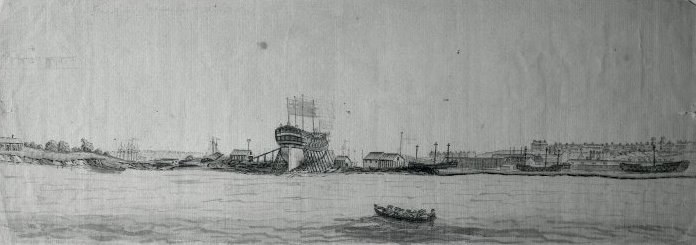
Dessin anonyme du Bellerophon à Frindsbury avant son lancement (vers 1786).

Le contrat est signé entre l'Amirauté et Edward Greaves le 19 février 1782 après que l'Amirauté eu reçu l'assurance qu'Edward Greaves ne débauchera pas de travailleurs du propre chantier naval de l'amirauté à Chatham et dont la proximité soulève des inquiétudes sur ce sujet,. La quille est ainsi posée à Frindsbury en mai 1782. Le navire mesure 51,2 m au pont-batterie et 42,1 m à la quille pour une largeur de 14,3 m, soit un tonnage de 1,612 78⁄94 bm. Ce trois-mâts carré est prévu pour un armement de 74 canons : 28 canons de 32 livres à la 1re batterie, 28 canons de 18 livres à la seconde et 18 canons de 9 livres (en deux groupes) sur les gaillards.
Le navire est nommé Bellerophon d'après le guerrier et héros de la mythologie grecque Bellérophon qui montait le cheval ailé Pégase et tua le monstre Chimère. Cette décision est prise avant avril 1782 par le Premier Lord de l'Amirauté (First Lord of the Admiralty) John Montagu, 4e comte de Sandwich, s'inspirant, semble-t-il, du Bibliotheca Classica de John Lemprière qu'il garde sur son bureau. La prononciation s'avère cependant difficile pour les marins ordinaires de cette période, et il est largement connu par des variantes dont la plus notable est Billy Ruffian ou Billy Ruff'n, bien que Belly Ruff One apparaît dans un écrit de Thomas Rowlandson datant de 1810 et Bellyruffron dans le roman Poor Jack (1840) de Frederick Marryat,. Le navire est décoré d'une figure de proue de Bellérophon.
Au moment où le Bellerophon est lancé, il n'y a pas de besoin pressant pour de nouveaux navires de guerre. La signature du traité de Paris de 1783 ayant mis fin à la guerre d'indépendance des États-Unis alors que le Bellerophon est encore en construction. Bien que le contrat avec Greaves stipule que le navire doit être prêt pour un lancement en avril 1784, le Bellerophon passe deux années en cale de construction, probablement pour permettre à son bois d'être séché, ce qui est un « luxe » désormais possible grâce à l'absence de besoins militaires pressants. Lorsque le lancement vient, il est retardé à plusieurs reprises pour avoir finalement lieu en octobre 1786. Il est lancé avec peu de cérémoniel le 7 octobre 1786 par le commissaire Charles Proby du chantier naval de Chatham,,. Il est ensuite remorqué sur la rivière Medway et ancré au large du chantier naval de Chatham. Il est mis en cale sèche le 7 mars 1787 où sa coque est équipé d'un doublage en cuivre, puis il est équipé pour la réserve de la Royal Navy. La somme finale versée à Greaves pour la construction du navire est de 30 232,14 £, et 8 376,15 £ autres sont dépensés pour sa mise en service (équipement),. La construction et la mise en service du Bellerophon aura nécessité 2 000 arbres, 100 tonnes de boulons de fer, 30 tonnes de boulons de cuivre, 30 000 chevilles de bois, 4 000 plaques de cuivre, 12 tonnes de goudron, 400 gallons d'huile de lin, 5 tonnes de peinture, 10 000 yards2 de toiles, 80 tonnes de boulets, 20 tonnes de poudre à canon, 200 tonnes de provisions et 260 tonnes d'eau.

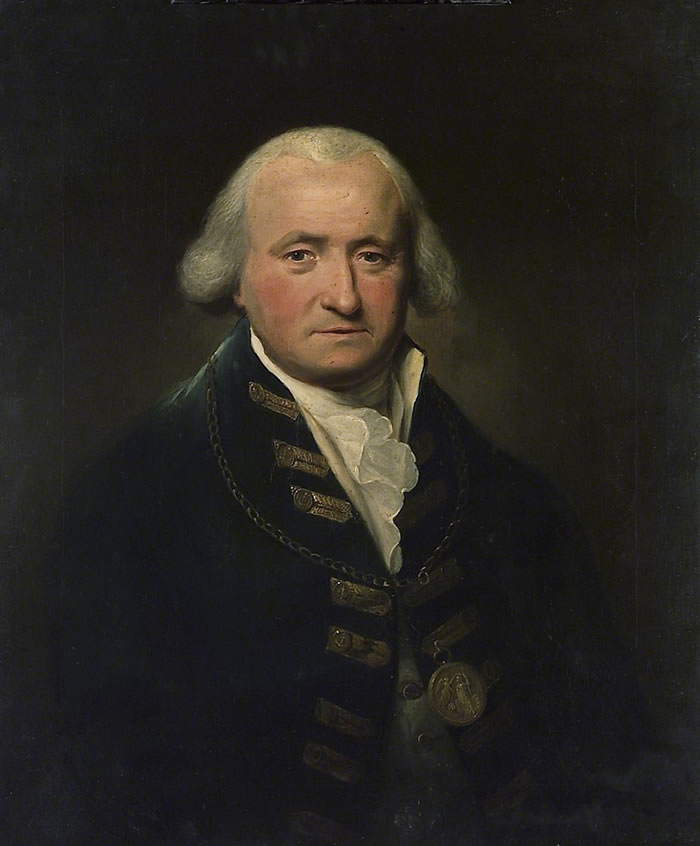
Thomas Pasley, ici en contre-amiral dans un portrait de 1795 par Lemuel Francis Abbott. Premier commandant du Bellerophon, la Naval Gold Medal qu'il a gagnée à son bord est visible.

En cale sèche à Chatham pendant les années de paix, le Bellerophon est mis en service en juillet 1790 lorsque la crise de Nootka éclate. Alors qu'une guerre avec l'Espagne est à craindre, les navires de guerre se trouvant dans la réserve de la Royal Navy commencent à être remis en service et équipé pour la mer. Le capitaine Thomas Pasley, devient le premier commandant du Bellerophon le 19 juillet et il commence le processus de sa préparation pour le service actif,. Après un mois passé à équiper le navire avec des canons, des mâts, des magasins et un gréement, ainsi qu'à recruter un équipage, Pasley ordonne la mise à l'eau le 16 août et le Bellerophon descend la Medway pour s'ancrer avec d'autres navires dans la zone du Nore.
Depuis le Nore, le Bellerophon met le cap sur Les Downs et rejoint la flotte qui y est stationnée. Le navire passe trois semaines dans la rade, son équipage s'entraînant aux canons, avant de rejoindre Spithead. La crise diplomatique avec l'Espagne diminue largement en octobre 1790 et le Bellerophon est envoyé à Sheerness à la fin novembre. Il reste en service, encore sous le commandement de Pasley, au cours de la guerre russo-turque de 1787-1792. Mais cette période de tension n'éclatant pas non plus en guerre ouverte, le Bellerophon est renvoyé à Chatham qu'il atteint le 9 septembre 1791,.

## Guerres de la Révolution française
Avec le déclenchement des guerres de la Révolution française, le Bellerophon est mis en service en mars 1793 avec comme commandant son ancien capitaine Thomas Pasley. Ce dernier équipe le navire pour la mer et rejoint la Channel Fleet (« flotte de la Manche ») de l'amiral Richard Howe. La Channel Fleet prend le large le 14 juillet avec l'ordre de patrouiller au large de Brest dans l'espoir d'intercepter et de détruire la flotte française basée là. Le 18 juillet, alors qu'il navigue au sud-ouest des Sorlingues, le Bellerophon entre en collision avec le HMS Majestic à cause de coups de vent. Le Bellerophon perd son beaupré, son mât de misaine et son grand mât, tandis que sa figure de proue et son bec avant sont endommagés, nécessitant de rebrousser chemin vers Plymouth pour des réparations,.
Après avoir été réparé, le Bellerophon rejoint la Channel Fleet qui patrouille désormais dans les atterrages occidentaux. Il acquiert une réputation de navire rapide et reçoit le surnom de The Flying Bellerophon (« Le Bellerophon volant »). En septembre 1793, Howe l'affecte à un escadron composé des navires de lignes les plus rapides et il confie le commandement de l'escadron à Pasley avec le grade temporaire de commodore. Comme Pasley est responsable d'un escadron, le capitaine William Johnstone Hope reçoit le commandement du Bellerophon en janvier 1794, tandis que le pavillon de Pasley est arboré par le navire sur lequel il est à bord pour signaler la présence du commodore. Pendant les cinq mois suivants, la Channel Fleet patrouille au large d'Ouessant et de la côte bretonne.

### Bataille du 13 prairial an II

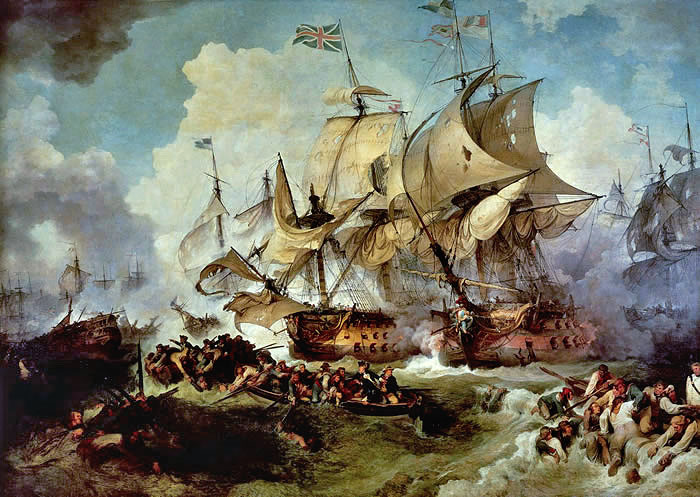
Lord Howe lors de la bataille du 13 prairial an II (1795) de Philippe-Jacques de Loutherbourg. Le combat le Montagne.

La Channel Fleet joue un rôle important dans les phases finales de la campagne atlantique de mai 1794, où Howe patrouille dans l'océan Atlantique dans l'espoir d'intercepter un convoi français commandé par l'amiral Pierre Jean Van Stabel. La principale flotte française commandée par l'amiral Louis Thomas Villaret de Joyeuse est également en mer. Howe envoie Pasley, récemment promu rear admiral, en éclaireur avec son escadron rapide constitué du Bellerophon et, notamment, des vaisseaux de lignes de 74 canons HMS Russell, HMS Thunderer et HMS Marlborough. Le 28 mai à 6 h, la frégate HMS Phaeton signale au Bellerophon avoir observé une flotte. Pasley mène l'escadron enquêter et il arrive en vue d'une grande flotte à 9 h. Il dénombre trente-trois navires, dont au moins vingt-trois semblent être des vaisseaux de ligne. Pasley parvient à confirmer que ces navires sont français à midi, puis remonte l'information à Howe. Ce dernier ordonne une poursuite et le soir les grands navires britanniques, avec l'escadron volant de Pasley, entrent en contact avec l'arrière-garde française. Le Bellerophon est le premier navire à entrer en action lorsque le Révolutionnaire de 110 canons vient à bloquer son approche. Pasley effectue un virement de bord pour approcher le navire français et commence à échanger des bordées avec celui-ci,. Le feu nourri du Révolutionnaire cause d'importants dommages au Bellerophon, en particulier sur son grand mât. Le Bellerophon combat seul jusqu'à ce que le reste de l'escadron rapide et deux navires de la flotte principale, le HMS Audacious et le HMS Leviathan, arrivent pour lui prêter main-forte,. Le Bellerophon endommagé dérive ensuite du centre de l'action et, à la nuit tombante, Howe signale à sa flotte de reformer une ligne de bataille et d'attendre le lendemain matin pour reprendre le combat.
Le lendemain, la flotte britannique se rapproche de la flotte française, puis coupe à travers leur ligne. Le Bellerophon suit le navire amiral de Howe, le HMS Queen Charlotte de 100 canons, et subit de nouveaux dommages. Howe parvient à isoler plusieurs navires français et à leur envoyer des bordées, mais Villaret de Joyeuse réussi à les sauver. Les deux flottes se séparent à nouveau pour la nuit puis forment de nouveau leurs lignes tout en réparant les dommages de la journée. Le 30 mai, le mauvais temps empêche les flottes d'entrer en contact, mais le jour suivant, le 1er juin, Howe est en mesure d'être décisif dans ce qui sera plus tard connu des Britanniques sous le nom de Glorious First of June (« Glorieux 1er juin »). Les Britanniques approchent en ligne de front, avec le Bellerophon en fin de ligne. Au fur et à mesure de l'approche, ils sont sévèrement pris pour cible par les Français. Pasley est touché à la jambe par un boulet de canon alors qu'il se tient sur le gaillard arrière. L'aspirant Matthew Flinders indique dans son compte-rendu que « notre brave amiral a perdu sa jambe par un tir de [canon de] 18 livres [entré par] la dunette […] »,. Lorsque deux marins expriment leur compassion, Pasley leur répond : « Merci, mais peu importe ma jambe, [il faut] prendre soin de mon drapeau ». Pasley est emmené à l'abri où sa jambe brisée est amputée. Le capitaine Hope prend le commandement du navire dans la suite de l'engagement, rivalisant avec l'Éole  de 74 canons jusqu'à ce que ce dernier soit contraint de quitter la ligne. Le Bellerophon perd dans cette bataille ses trois mâts de hune et sa grand-voile et le bas de ses haubans déchirés. Hope signale alors à la frégate HMS Latona de remorquer le Bellerophon loin de l'action,. En dépit de cette intense bataille, les pertes du navire sont relativement faibles avec quatre hommes tués et entre vingt-sept et trente blessés.

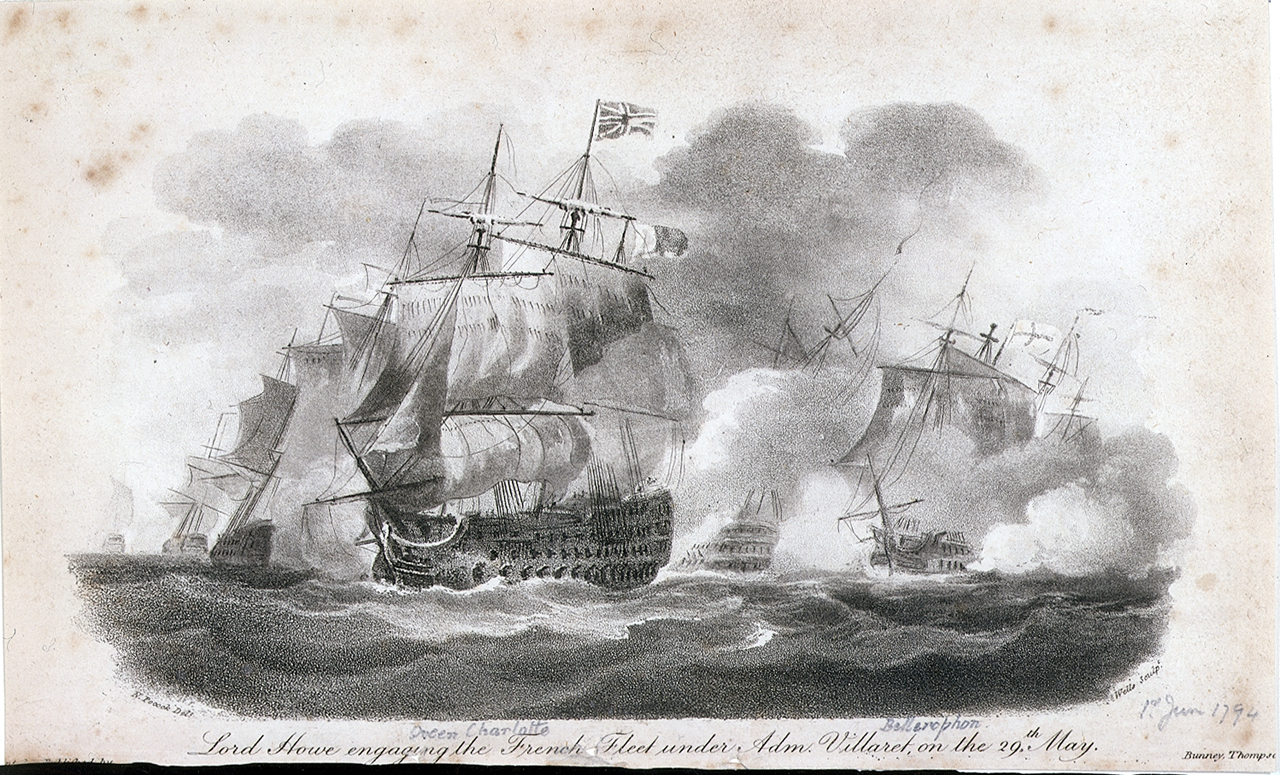
Lord Howe engaging the French Fleet under Adm Villaret on the 29th May, aquatinte de 1799 par Nicholas Pocock. Lors du combat du prairial, le Queen Charlotte coupe les lignes françaises en émergeant du brouillard avec le Bellerophon qui le suit.

Le Bellerophon retourne en Angleterre avec la flotte après la bataille, où Pasley, blessé, quitte le commandement du navire. Le Bellerophon est pris en charge au chantier naval de Portsmouth pour les réparations, puis reprend ses patrouilles avec la Channel Fleet. Le capitaine Hope remplace Pasley à la fin du mois de novembre et le 1er décembre 1794, le Bellerophon a un nouveau commandant : le capitaine James Cranstoun, 8e Lord de Cranstoun,.

### «Retraite de Cornwallis»
Le Bellerophon retourne en mer en mai 1795 après trois mois à l'ancrage dans le Solent. Il est à Spithead le 1er mai lorsque le HMS Boyne de 98 canons prend feu et explose. Le Bellerophon participe au sauvetage de douze de ses hommes. Toujours dans le Channel Fleet, il rejoint une escadre commandée par le vice-amiral William Cornwallis qui patrouille au large d'Ouessant. L'escadre arrive sur la zone le 7 juin et capture dès le lendemain un convoi de huit navires marchands français au large de Belle-Île-en-Mer. L'escadre reste dans la région jusqu'au 16 juin où une grande flotte est repérée en provenance du sud-est. Il s'agit de la flotte basée à Brest et commandée par l'amiral Villaret de Joyeuse. Elle est composée de treize vaisseaux de ligne, deux frégates, deux bricks et un cotre. En infériorité numérique, Cornwallis ordonne la retraite, mais le Bellerophon et le HMS Brunswick, anormalement lents, se retrouvent rattrapés par les Français. Pour garder ses navires ensemble, Cornwallis ordonne au Bellerophon de prendre place à la tête de sa ligne, expliquant plus tard que « le Bellerophon […] je suis heureux de le garder dans une certaine mesure comme une réserve, […] supposant qu'il y a plein d'occasions pour [l'utiliser] […] je considère ce navire un trésor en réserve, ayant entendu parler de ses anciennes réalisations et observant l'esprit manifesté par tous à bord […], ajouté au zèle et à l'activité démontré par Lord Cranstoun pendant tout le voyage »,.
Après une journée de recherche, les navires français tentent de couper la route du HMS Mars qui traîne à l'arrière de la ligne britannique. Cornwallis apporte du soutien au Mars, tandis que le capitaine Robert Stopford du Phaeton signale la présence d'une flotte britannique en vue. Lorsque les Français repèrent à leur tour des huniers lointains, Villaret de Joyeuse en conclut qu'il s'agit de soutiens arrivant pour aider Cornwallis et il stoppe alors la poursuite. Il n'y a cependant aucune flotte britannique dans le voisinage, les huniers étant ceux d'un convoi de navires marchands britanniques.

### Eaux irlandaises
Le Bellerophon revient en Angleterre en juin, avant de partir pour patrouiller dans les atterrages occidentaux jusqu'en septembre. Il entre au chantier naval de Portsmouth de nouveau en octobre et est remis à niveau pour 8 103 £,. Il reprend les missions de patrouille et de blocus dans les atterrages occidentaux en janvier 1796, d'abord sous le commandement de Cranstoun puis, à partir d'avril, officieusement sous celui du lieutenant John Loring,. Le vrai remplacement de Cranstoun, le capitaine Henry D'Esterre Darby, arrive pour prendre le commandement en septembre. Les missions de blocus continuent jusqu'à début janvier 1797 lorsque des nouvelles arrivent sur la présence d'une flotte d'expédition française au large de l'Irlande. Pris au dépourvu, l'Amirauté ordonne au Bellerophon et à un certain nombre d'autres navires de patrouiller au large de la baie de Bantry. La flotte de l'expédition française est dispersée par le mauvais temps et, après trois semaines de patrouille, le Bellerophon se rend à Cobh où il a rendez-vous avec l'escadre de l'amiral Robert Kingsmill,. Peu de temps après son retour à Spithead au début du mois de mars, le Bellerophon reçoit de nouveaux ordres de l'Amirauté. Il part le 17 mars à destination de Cadix pour rejoindre la Mediterranean Fleet (« Flotte méditerranéenne ») de John Jervis, 1er comte de Saint-Vincent, afin d'organiser le blocus du port.

### Mer Méditerranée

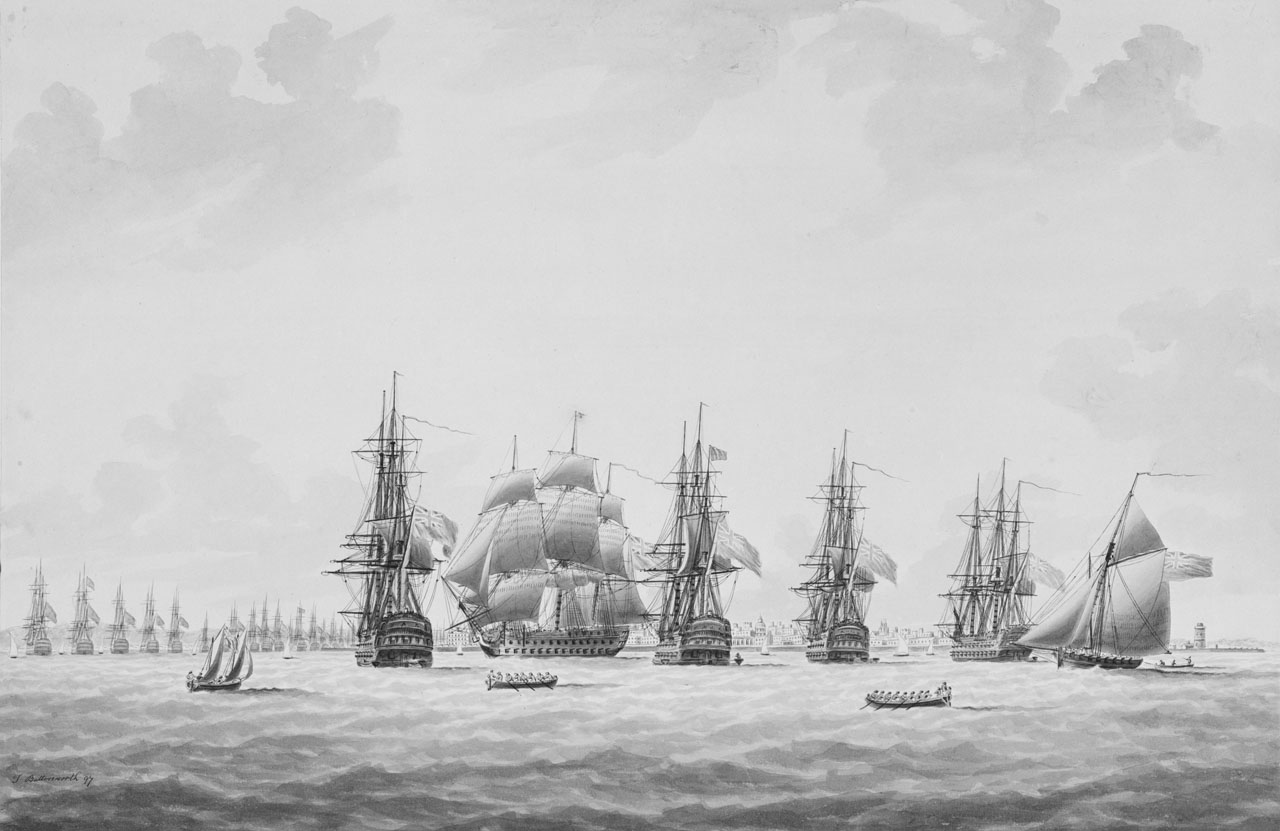
Cadiz June 1797. The inshore blockading squadron coming to an anchor (1797) par Thomas Buttersworth. De gauche à droite, le Bellerophon, l', le, le et l' lors du blocus du port de Cadix.

Le Bellerophon retrouve la flotte de Jervis dans la baie de Cadix le 30 mai 1797. Trois jours plus tard, il reçoit la visite à son bord d'Horatio Nelson qui est alors le contre-amiral et commande une escadre de la flotte de blocus. Le Bellerophon reste avec la flotte dans la baie de Cadix jusqu'au mois d'octobre quand Jervis prend la mer pour patrouiller entre le cap de Trafalgar et le cap Saint-Vincent. À la fin mai 1798, le Bellerophon est affecté à un escadron détaché commandé par le capitaine Thomas Troubridge et reçoit l'ordre de renforcer l'escadre de Nelson. Nelson est en chasse, dans la mer Méditerranée, d'une grande flotte française qui avait appareillé de Toulon en transportant des troupes. Les Français avaient engagé une campagne navale dans la Méditerranée en 1798, avec pour but de lancer une invasion et d'occuper l'Égypte. Les Britanniques étaient au courant des actions des troupes françaises, dirigée par le général Napoléon Bonaparte, mais ignoraient leur destination finale.
Après la jonction de l'escadron de Troubridge avec l'escadre de Nelson le 7 juin, le contre-amiral dispose d'une force suffisante pour engager les Français et il commence donc à fouiller la mer Méditerranée. La recherche dure près de deux mois, la flotte britannique naviguant vers l'ouest, puis vers l'Est, et parfois manquant la flotte française de quelques jours. Cette dernière, après avoir envahi et capturé Malte, est arrivée au large d'Alexandrie le 1er juillet et commence à débarquer des troupes. Nelson prend connaissance de la présence de la flotte française sur les côtes égyptiennes le 25 juillet alors qu'il est à l'ancre au large de la Sicile. Il met le cap sur Alexandrie et y arrive le 1er août, trouvant le port vide. Longeant les côtes, il découvre la flotte française, composée de treize vaisseaux de ligne, quatre frégates et un certain nombre de navires de guerre, à l'ancre dans la baie d'Aboukir.

### Bataille d'Aboukir

Plan schématique de la bataille d'Aboukir le 1er et le 2 août 1798.

Il est tard le 1er août quand la flotte britannique apparaît dans la baie et les Français sont alors à l'ancre dans une position défensive. Le commandant français, le vice-amiral François Paul de Brueys d'Aigalliers, ne s'attend pas à une attaque de nuit. Nelson ordonne à ses navires de se préparer et d'attaquer l'avant-garde de la flotte française, profitant d'un vent favorable qui permet à ses navires de dériver sur toute la ligne de bataille, tout en empêchant l'arrière de la flotte française de venir renforcer l'avant-garde et le centre. Le Bellerophon est le huitième navire de la ligne britannique et lorsque la bataille commence et Darby navigue vers le centre de la flotte française, pour s'ancrer. Peut-être en raison d'une erreur de la part de l'équipage ou parce que l'ancre avait chassé, le Bellerophon se place de manière hasardeuse aux côtés du navire amiral de 120 canons de la flotte française, L'Orient. L'hypothèse d'une manœuvre ratée du Bellerophon de se placer à la perpendiculaire de L'Orient a été soulevée.
Le Bellerophon se retrouve donc dans une situation malheureuse. L'Orient, avec ses trois ponts, est beaucoup plus puissant. Il tire plusieurs bordées dans le Bellerophon démontant ses canons et coupant son gréement,. Les militaires français profitent de la hauteur de l'Orient pour faire feu avec leurs mousquets sur les ponts exposés du Bellerophon. Entre 60 et 70 membres d'équipage de ce dernier sont tués ou blessés dans les premiers moments de la bataille, y compris Darby, inconscient après une blessure à la tête. Le commandement revient au premier lieutenant, le lieutenant Daniel. Daniel et le sous-lieutenant, le lieutenant Lander, sont tous deux blessés, mais sont en mesure de diriger le combat jusqu'à ce qu'un tir emporte la jambe gauche de Daniel. Alors qu'il est transporté au pont inférieur, il est touché par de la mitraille et meurt sur le coup. Le quatrième lieutenant, John Hathaway, est également blessé et amené à un chirurgien, tandis que le cinquième lieutenant, George Joliffe, est tué sur le pont. Après une heure à combattre seul contre L'Orient, le mât d'artimon du Bellerophon s'effondre, suivi peu après par le grand mât. Le lieutenant Lander est parmi les personnes tuées dans la chute du mât et le commandement revient au troisième lieutenant, le lieutenant Robert Cathcart. Plusieurs incendies éclatent sur les deux navires, le Bellerophon et L'Orient, et avec le nombre croissant de victimes, Cathcart ordonne la coupe du câble de l'ancre pour essayer de s'éloigner. Une voile est hissée, mais la trop grande pression qu'elle porte sur le mât de misaine fait qu'il s'effondre. Désormais totalement démâté, le Bellerophon commence à dériver tandis que son équipage lutte contre les incendies. Il prend pour finir quelques tirs longue portée du Tonnant français,.

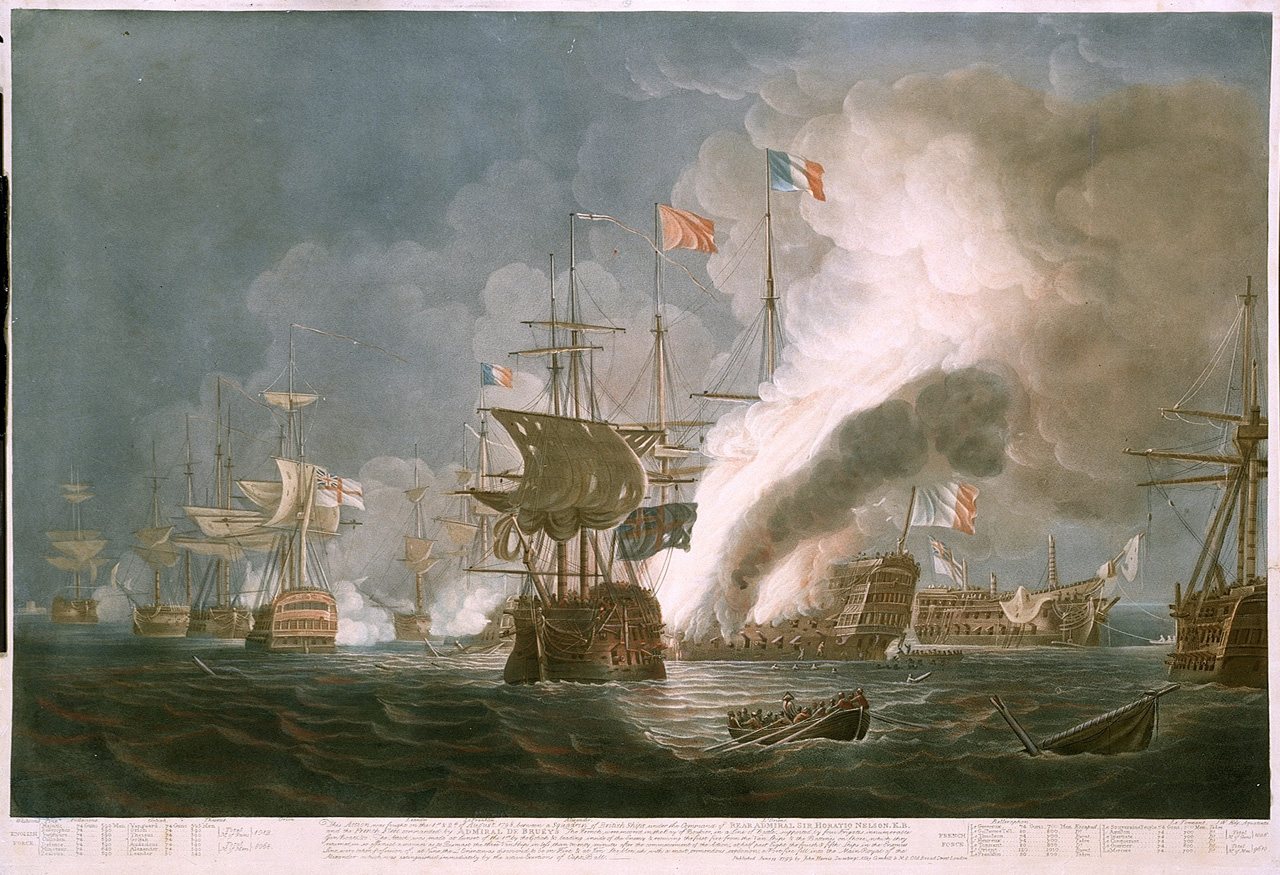
Peinture de Thomas Whitcombe en 1799 sur la bataille d'Aboukir. L'Orient est en feu, tandis que le Bellerophon situé à sa poupe dérive et est démâté.

Alors que le Bellerophon dérive lentement, il est aperçu par le HMS Swiftsure de 74 canons qui approche du centre des combats. Comme il est désormais 21 h, l'obscurité fait que le capitaine du Swiftsure Benjamin Hallowell Carew n'est pas en mesure d'identifier le navire démâté et présume que c'est un navire français endommagé qui tente de fuir. Il hésite à faire feu mais décide de continuer sa route où il finit par s'ancrer à l'arrière de L'Orient, à proximité de la position initiale du Bellerophon. Darby est, à ce moment-là, suffisamment rétabli pour reprendre le commandement, et il mène le navire jeter sa seconde ancre à l'extrémité est de la baie, tandis que son équipage entreprend des réparations. La bataille fait rage toute la nuit et les Britanniques remportent à la fin une victoire décisive, avec notamment l'explosion de L'Orient. Les jours suivants sont consacrés aux réparations du Bellerophon et à l'enterrement des morts. Le Bellerophon compte 49 hommes tués et 148 blessés. Huit autres meurent de leurs blessures la semaine suivante. Le Bellerophon est avec le HMS Majestic le navire dont l'équipage paye le plus lourd tribut et il compte pour près d'un quart des pertes britanniques dans cette bataille.

### Service en Angleterre et aux Antilles
Après avoir effectué des réparations temporaires dans la baie d'Aboukir, le Bellerophon hisse des mâts de fortune et remorque avec le Majestic un navire capturé, le Spartiate. Il navigue vers Gibraltar pour une remise en état plus complète. Une fois les réparations terminées, le Bellerophon retourne en Angleterre et arrive à Spithead le 2 avril 1800. En septembre, il entre ensuite dans un chantier naval pour une refonte plus substantielle. Ces travaux s'élèvent à 32 608 £ et durent jusqu'en août 1801. Le navire est remis en service le 25 juin 1801 sous le commandement du capitaine George Stewart, 8e comte de Galloway, et prend la mer en août pour rejoindre la Channel Fleet qui réalise le blocus de Brest. George Stewart est remplacé par le capitaine John Loring le 25 novembre et le Bellerophon continue le blocus jusqu'à la réception de nouveaux ordres au début du mois de mars 1802.
Le Bellerophon est parmi les cinq navires auxquels il est demandé de rejoindre l'escadre de l'amiral John Thomas Duckworth dans les Antilles, et après avoir fait le plein de provisions, il part de Torbay le 2 mars 1802,. Il arrive le 27 mars, alors que la paix d'Amiens vient d'être conclue, signifiant la paix entre la Grande-Bretagne et la France. Le Bellerophon passe alors dix-huit mois à patrouiller dans le passage de la Jamaïque et à escorter des convois marchands entre la Jamaïque et Halifax.

## Guerres napoléoniennes

### Antilles et retour en Angleterre

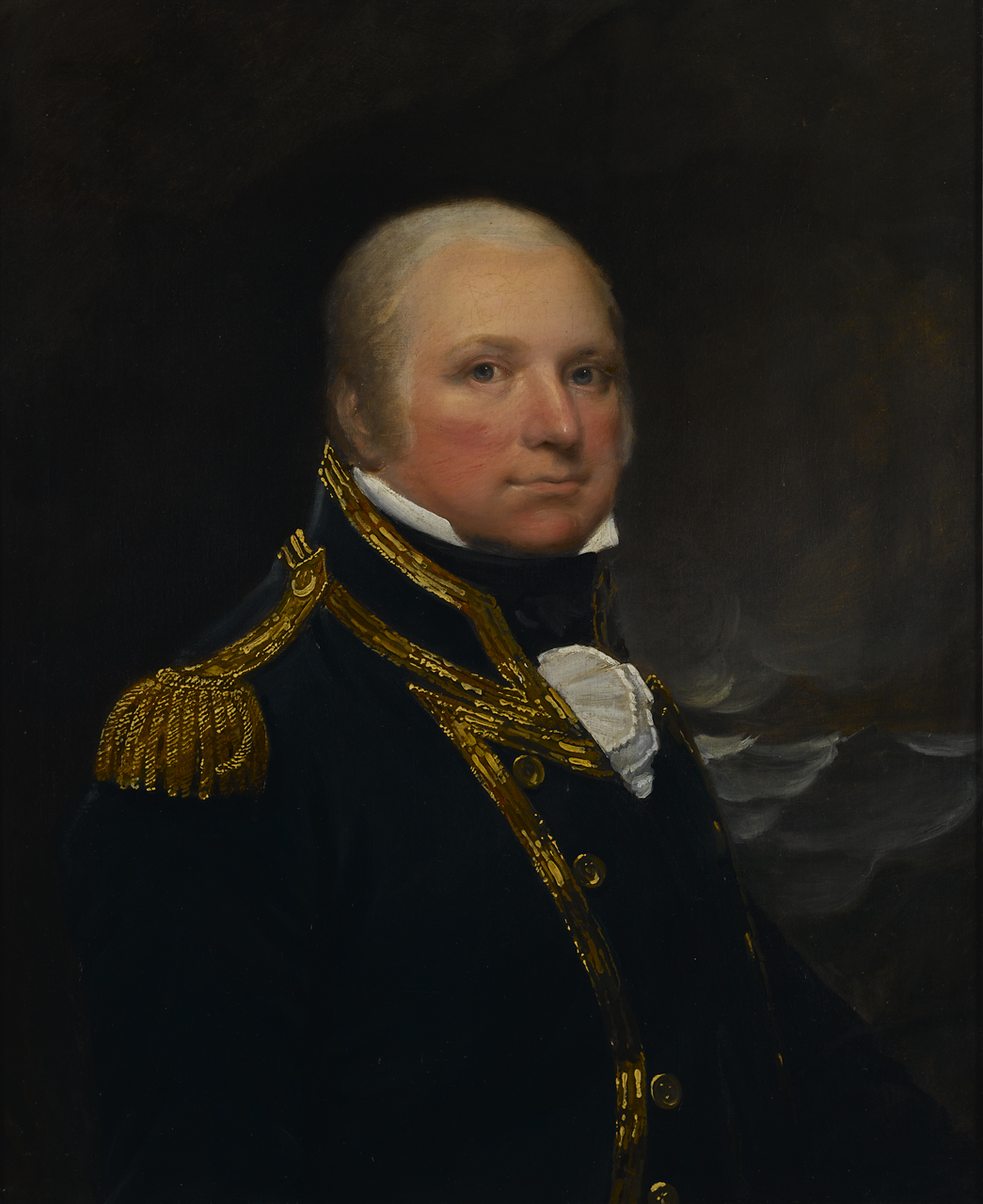
Le capitaine John Cooke par Lemuel Francis Abbott.

Le Bellerophon est dans les Antilles lorsqu'éclatent les guerres napoléoniennes en mai 1803. Son capitaine, John Loring, est nommé commodore de l'escadre britannique qui est rapidement à l'offensive contre les navires français dans le cadre du blocus de Saint-Domingue. À la mi-1803, l'escadre sous le commandement du capitaine Henry William Bayntun est composée du Bellerophon, du Cumberland, du Hercule, de l'Elephant et du Vanguard. L'escadre capture les navires corsaires français Poisson Volant et Supérieure. La Royal Navy les adaptent pour les utiliser à ses propres fins. La corvette Mignonne et un brick sont également capturés à la fin du mois de juin, après des patrouilles au large de Cap-Français. Le 24 juillet, l'escadron composé du Bellerophon et des vaisseaux de 74 canons Elephant, Theseus et Vanguard, tombe sur deux navires français d'également 74 canons, le Duquesne et le Duguay-Trouin, ainsi que la frégate Guerrière, qui essayent de fuir de Cap-Français. L'escadron donne la chasse et, le 25 juillet, capture le Duquesne après quelques échanges de tirs, tandis que le Duguay-Trouin et la Guerrière réussissent à échapper à leurs poursuivants et à rentrer en France. Un homme est tué à bord du Bellerophon au cours de la poursuite. Le navire reste ensuite au blocus de Cap-Français jusqu'au mois de novembre où le commandant français de la garnison, le général Donatien-Marie-Joseph de Rochambeau, négocie avec Loring l'autorisation d'évacuer ses hommes qui sont également assiégés sur terre par une force rebelle commandée par Jean-Jacques Dessalines. Les Français sont autorisés à évacuer sur trois frégates, la Surveillante, la Clorinde et la Vertu, et un certain nombre de plus petits navires,. L'ensemble est escorté en Jamaïque par l'escadron,.
Une épidémie particulièrement grave de paludisme frappe le navire en février 1804 : 212 membres de l'équipage du Bellerophon tombent malades. 17 personnes meurent à bord du navire, tandis que 100 autres doivent être transférées dans un hôpital à terre, où 40 d'en eux meurent,. En juin, le navire reçoit l'ordre de revenir en Angleterre en escortant un convoi, et arrive dans les Downs le 11 août. Il est placé au chantier naval de Portsmouth pour une remise en état, avant de rejoindre la Channel Fleet, toujours pour des missions au large de Brest, sous le commandement de l'amiral William Cornwallis. Au début de l'année 1805, le navire est libéré de ses missions et le 24 avril, Loring est remplacé par le capitaine John Cooke,.

### En route pour le cap de Trafalgar
En mai 1805, une grande flotte française, sous le commandement du vice-amiral Pierre Charles Silvestre de Villeneuve, part de Toulon. Le Bellerophon est envoyé avec un escadron sous le commandement du vice-amiral Cuthbert Collingwood pour patrouiller dans le [détroit de Gibraltar]. Avant que les Britanniques n'y arrivent, Villeneuve fait la jonction avec les renforts espagnols de l'amiral Federico Carlos Gravina y Nápoli, qui eux naviguent vers l'océan Atlantique en étant poursuivi par la Mediterranean Fleet d'Horatio Nelson. Alors que Nelson chasse Villeneuve dans les Antilles sans rentrer en contact, Collingwood met en place le blocus de Cadix. Son escadron est toujours là à la mi-août quand Villeneuve apparaît au large du port avec sa flotte. Possédant trop peu de navires pour intercepter la flotte combinée franco-espagnole, Collingwood les laisse entrer à Cadix, puis met de nouveau le blocus en place. Collingwood reçoit un certain nombre de navires en renfort au cours des mois suivants, y compris la flotte de Nelson. Ce dernier prend le commandement le 28 septembre.

### Bataille de Trafalgar

Carte de la bataille de Trafalgar montrant les positions approximatives des deux flottes lorsque la flotte britannique aborde la ligne franco-espagnole. Le Bellerophon est situé en 5e place dans la seconde colonne britannique emmenée par le.

Nelson installe un blocus lâche de la flotte combinée franco-espagnole, gardant l'essentiel de sa propre flotte hors de vue. Le 19 octobre, la flotte combinée est observée en train de prendre la mer et le signal est transmis de navire en navire. William Pryce Cumby, premier lieutenant du Bellerophon, est le premier de la flotte principale à repérer ce signal,. Les Britanniques commencent à poursuivre la flotte combinée alors qu'elle fait route vers le détroit de Gibraltar, et ils arrivent en vue de celle-ci le matin du 21 octobre. L'officier et les marins du Bellerophon se préparent pour une âpre bataille,. À 11 h, l'aspirant responsable des signaux du Bellerophon, John Franklin, note que Nelson hisse le signal England expects that every man will do his duty (« L’Angleterre attend de chacun qu’il fasse son devoir ») et, une heure et demie plus tard, le Bellerophon entre dans la bataille comme cinquième navire de la colonne de Cuthbert Collingwood, à l'arrière du HMS Tonnant de 80 canons et devant le HMS Achille de 74 canons, avec le HMS Colossus de 74 canons à bâbord,.
À 12 h 30, le Bellerophon coupe à travers la ligne ennemie, se glissant sous la poupe du navire espagnol Monarca de 74 canons et tire sur lui deux bordées. Passant le navire espagnol, le Bellerophon entre en collision avec le navire français Aigle de 74 canons, enchevêtrant les vergues des deux navires. Coincés ensemble, les équipages échangent des bordées à bout portant, les soldats à bord de l'Aigle balayant les ponts du Bellerophon avec leurs mousquets et grenades. Cumby remarque que les officiers sont pris pour cible et que les épaulettes distinctives de Cooke font de lui une cible facilement repérable. Cumby lui demande de les enlever mais Cooke répond « qu'il est trop tard pour les enlever maintenant. Je [comprends] ma situation mais je vais mourir comme un homme ». Le Bellerophon fait face désormais aux canons de l'Aigle et de trois autres navires : les espagnols San Juan Nepomuceno et Bahama ainsi que le français Swiftsure. Le mât principal et le mât d'artimon du Bellerophon sont brisés vers 13 h et à 13 h 11 le capitaine Cooke est tué. Un témoin oculaire rapporte : « Il a vidé très fréquemment ses pistolets sur l'ennemi qui a souvent tenté de monter à bord et il a tué un officier français sur son propre gaillard. Il était en train de recharger ses pistolets… quand il reçut deux balles de mousquet dans la poitrine. Il tomba immédiatement, et lorsque le quartier-maître lui demanda s'il devait l'emmener en bas [dans le pont inférieur], sa réponse fut : « Non, laissez-moi m'allonger tranquillement une minute. Dites au lieutenant Cumby de ne jamais se rendre » ».
Cooke mort, Cumby prend le commandement. Les ponts du Bellerophon sont largement vidés par les tirs et des troupes françaises mènent l'arraisonnement du navire. Plusieurs marins français montent à la vergue de civadière du Bellerophon mais un membre de l'équipage parvient à choquer le bras, ce qui provoque leur chute dans la mer. Le pavillon du Bellerophon est fauché trois fois par des tirs, exaspérant son officier de signaux Christopher Beaty, qui décide de prendre le plus grand Union Jack qu'il trouve pour l'établir sur les haubans d'artimon. Les Français de l'Aigle auraient retenu leur tirs dans l'admiration de sa bravoure,. Les deux navires sont si proches que les canonniers des ponts inférieurs luttent aux corps à corps par les sabords, tandis que des grenades causent de lourdes pertes. Une grenade lancée sur le Bellerophon explose mais referme heureusement la porte du magasin de munitions par le souffle qu'elle engendre. L'incendie est rapidement éteint, évitant une explosion catastrophique.

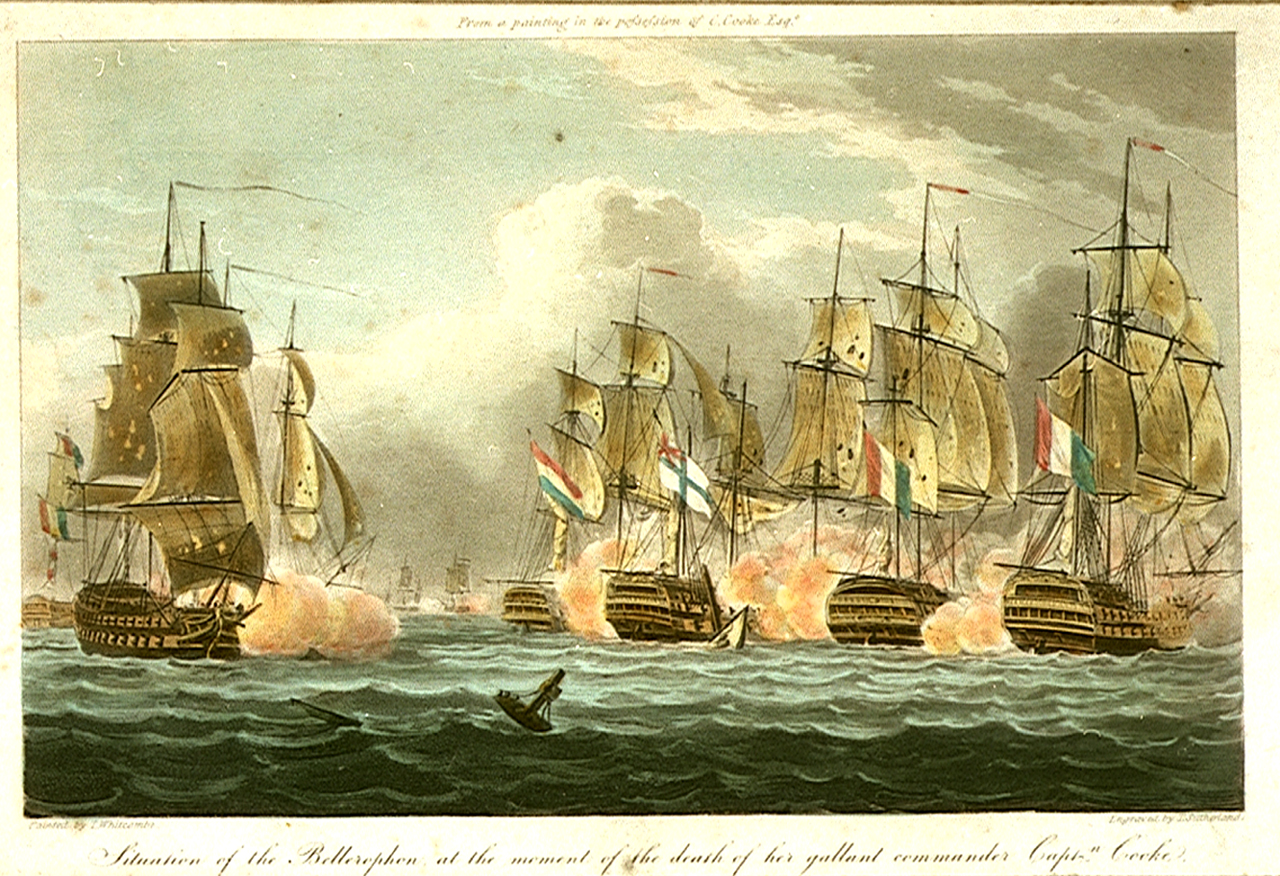
Situation of the Bellerophon at the moment of the death of her gallant commander Captn. Cooke : aquatinte du début du XIX par Thomas Whitcombe. Le Bellerophon est entouré par des navires ennemis au moment de la mort de Cooke.

À 13 h 40, après avoir été sous un feu nourri pendant plus d'une heure, l'équipage de l'Aigle ferme ses sabords et s'éloigne lentement. Lorsque la fumée se dissipe, Cumby remarque que le Monarca espagnol, navire que le Bellerophon avait engagé initialement, a amené ses couleurs. Cumby envoie un officier dans une embarcation pour en prendre possession. L'équipage du Bellerophon engage désormais des réparations et fait à nouveau brièvement feu de ses canons lorsqu'un groupe de navires ennemis, dirigé par le contre-amiral Pierre Dumanoir Le Pelley sur le Formidable, tente tardivement de venir en aide au centre et à l'arrière de la flotte combinée franco-espagnole. L'attaque est repoussée et, à 17 h, les canons du Bellerophon cessent de tirer. À 17 h 30, Cumby envoie une embarcation pour prendre possession du Bahama qui avait également amené ses couleurs. À la fin de la bataille, le Bellerophon compte 27 hommes tués et 123 blessés,.

### Tempête et retour
Les sept jours suivants, l'équipage du Bellerophon est occupé dans des réparations tout en essayant de traverser la tempête qui frappe la région immédiatement après la bataille. Le Bellerophon est à Gibraltar le 28 octobre et il reçoit des réparations d'urgence pour lui permettre de retourner en Angleterre comme escorte du HMS Victory avec le HMS Belleisle. Les deux navires d'escorte nécessitaient des réparations urgentes, mais il a été jugé qu'ils devaient avoir l'honneur de rapatrier au pays le corps d'Horatio Nelson, mort au combat. Cumby est remplacé le 3 novembre, jour précédent le début du voyage de retour, par le capitaine Richard Darton Thomas. Thomas est lui-même remplacé le lendemain par le capitaine Edward Rotheram qui commandait le navire amiral de Collingwood, le HMS Royal Sovereign, au cours de la bataille de Trafalgar.
Les trois navires naviguent ensemble jusqu'à Start Point dans les Cornouailles puis se séparent le 2 décembre. Le Victory met le cap sur Portsmouth, alors que le Bellerophon et le Belleisle s'ancrent en baie de Cawsand. Le Bellerophon entre ensuite au chantier naval de Plymouth pour être réparé, retournant en service actif le 26 février, toujours sous le commandement de Rotheram,. Rejoignant la Channel Fleet une fois de plus, le Bellerophon reprend ses missions habituelles de blocus et de patrouille au large d'Ouessant et Brest,.

### Mer Baltique
Rotheram reste commandant deux ans et demi, jusqu'à ce qu'il soit remplacé le 8 juin 1808 par le capitaine Samuel Warren. Ce dernier reçoit l'ordre de rejoindre avec le Bellerophon la flotte dans la mer du Nord afin d'aider au blocus des ports néerlandais. Il fait partie de l'escadron du contre-amiral Alan Hyde Gardner. En 1809, la situation stratégique en mer Baltique s'est détériorée après la signature des traités de Tilsit par l'Empire russe qui formalise son soutien à la France. Le Bellerophon rejoint la flotte stationnée en mer Baltique sous le commandement de l'amiral James Saumarez. Saumarez envoie en juin le Bellerophon et le HMS Minotaur dans le nord du golfe de Finlande et le 19 juin, les deux navires tombent sur trois lougres suspects, ancrés au large d'Hanko. La profondeur de l'eau est trop faible et les empêche d'aborder les lougres, une équipe du navire est envoyée avec le lieutenant Robert Pilch du Bellerophon. Les Britanniques montent à bord des lougres, mais se retrouvent piégés avec de nombreuses batteries côtières russes et plusieurs canonnières qui ouvrent le feu sur eux. Pilch ordonne de rapidement brûler les lougres et de remonter à bord de leur embarcation. Il se dirige ensuite vers la côte, auprès de la batterie russe la plus proche. La batterie, défendue par 100 hommes, est prise d'assaut et capturée. Les Britanniques prennent les canons et détruisent le dépôt de munitions, avant de revenir à bord des navires avec seulement cinq blessés,,.

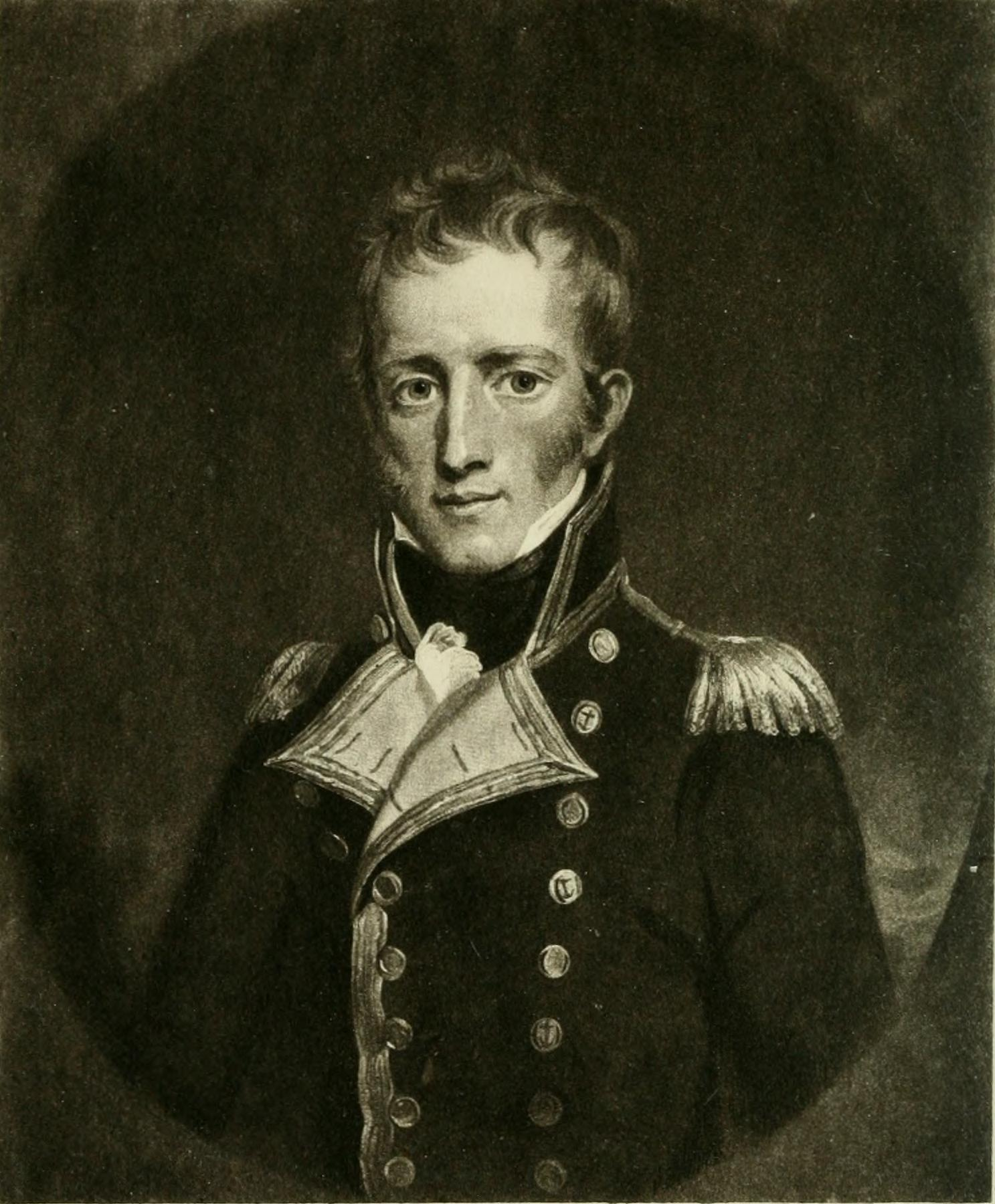
Frederick Maitland, gravure de 1826 par Samuel Woodforde. Maitland est le dernier commandant du Bellerophon et l'homme qui a reçu la reddition de Napoléon.

En juillet, le Bellerophon fait partie d'un escadron commandé par le capitaine Thomas Byam Martin du HMS Implacable,. Le 7 juillet, une flottille de huit canonnières russes est aperçue. Une équipe dirigée par le lieutenant Hawkey de l'Implacable tente de leur barrer la route dans la soirée. Hawkey est tué dans l'affrontement et le lieutenant Charles Allen du Bellerophon reprend le commandement. Une canonnière est détruite et six sont capturées, ainsi que douze embarcations contenant des munitions à destination de l'armée russe. Le Bellerophon fait plusieurs voyages pendant le reste de l'année, en visitant les îles Åland et Karlskrona, puis retournant en Grande-Bretagne avec un convoi en novembre 1809.

### Missions de blocus
Le Bellerophon est brièvement rénové en janvier 1810, après quoi il est ancré dans le Nore. Il reprend ensuite ses missions de blocus en mer du Nord, servant sous une succession de commandants. Warren est remplacé par le capitaine John Halsted le 23 août, et par le capitaine Augustus Brine le 5 novembre. Le commandement de Brine dure jusqu'en février 1813. Le capitaine Edward Hawker prend le commandement le 11 février 1813 et des préparatifs sont engagés pour que le Bellerophon devienne le navire amiral du vice-amiral Richard Goodwin Keats, nouvellement nommé gouverneur de Terre-Neuve. Le Bellerophon transporte Keats à Saint-Jean de Terre-Neuve, puis navigue au sud des Bermudes comme escorte d'un convoi. De retour à Saint-Jean de Terre-Neuve pour l'été, il capture plusieurs navires américains, y compris le navire corsaire Genie de 16 canons,. Il passe le reste de l'année à patrouiller au large du cap Race, avant de retourner en Angleterre avec un convoi en novembre. L'année 1814 est consacrée à des tâches similaires, le Bellerophon escortant un convoi à Saint-Jean de Terre-Neuve entre avril et juin, puis patrouillant au large du cap Race jusqu'en décembre. Il est ensuite emmené au Nore et, le 9 avril 1815, Hawker est remplacé par le capitaine Frederick Maitland.
En mai, le Bellerophon navigue à Plymouth et rejoint un escadron sous le commandement du contre-amiral Henry Hotham, avec l'ordre de rejoindre le blocus des ports français de l'Atlantique. Hotham, battant son pavillon à bord du HMS Superb, envoie Maitland et le Bellerophon surveiller Rochefort où deux frégates, un brick et une corvette sont à quai. Le Bellerophon passe plus d'un mois sur cette mission, patrouillant aux abords du port et interceptant les navires côtiers. Pendant ce temps, Napoléon Ier est défait à la bataille de Waterloo le 18 juin et arrive à Rochefort le 2 juillet. Après la défaite de ses armées et avec la restauration imminente de la monarchie des Bourbons, Napoléon espère être autorisé à rejoindre les États-Unis. Maitland apprend au début du mois de juillet que Napoléon est à Rochefort et deux navires de 20 canons, le HMS Myrmidon et le HMS Slaney, sont envoyés pour aider le Bellerophon et patrouiller pour contrôler les autres entrées du port,.

## Reddition de NapoléonIer

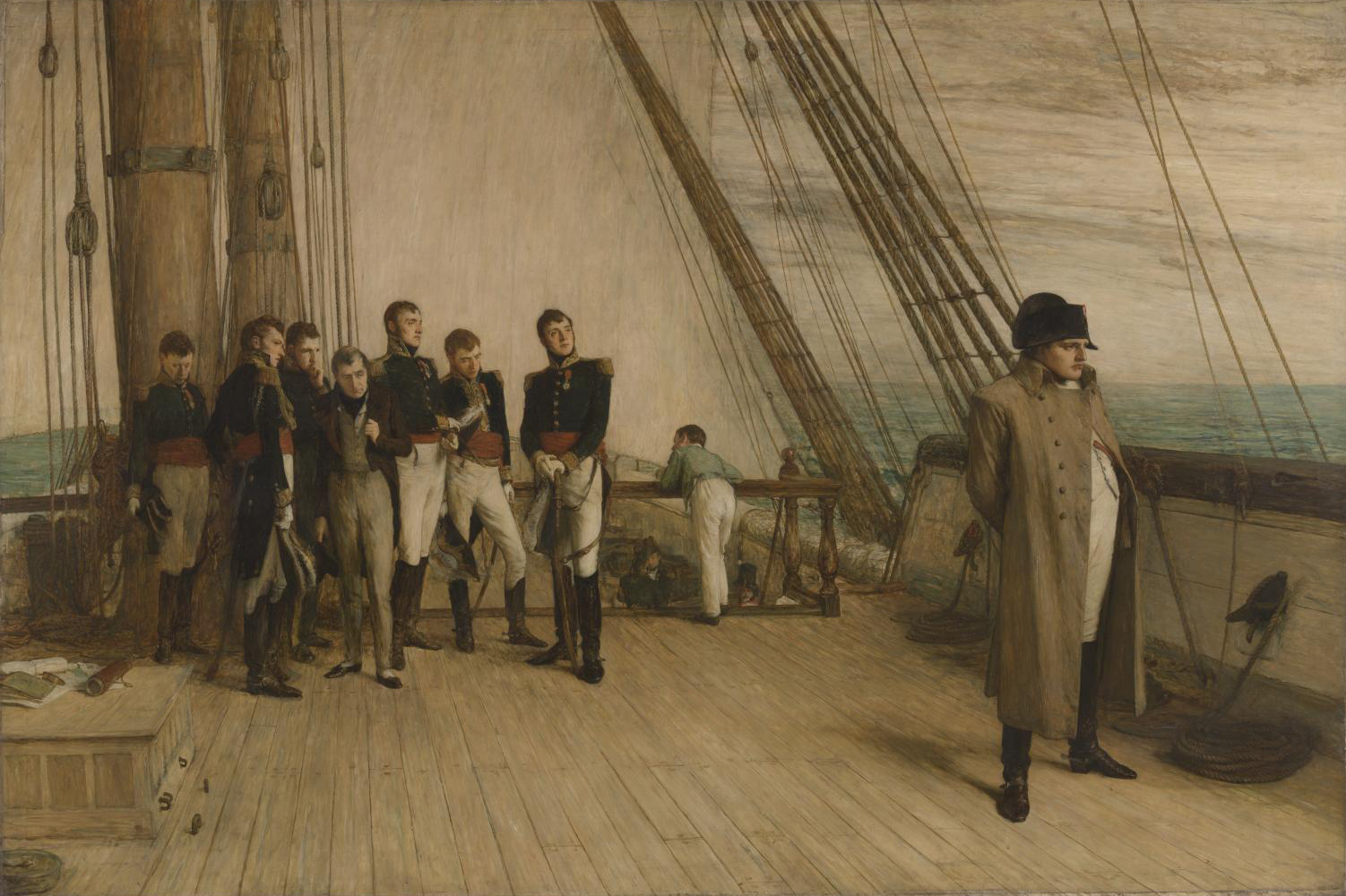
Napoleon on Board the Bellerophon (1880) par William Quiller Orchardson. Orchardson dépeint le matin du 23 juillet alors que Napoléon regarde le rivage français s'éloigner. Les personnes qui l'accompagnent sont, de gauche à droite : Nicolas-Louis Planat de la Faye, Charles-Tristan de Montholon, Louis-Pierre Maingault, Emmanuel de Las Cases, Anne Jean Marie René Savary, François Antoine Lallemand et Henri Gatien Bertrand. Dans le fond, le fils de Las Cases est également visible.

### Napoléon à Rochefort
Napoléon est poussé à quitter le sol français par le gouvernement provisoire de Paris. S'il tarde, il risque l'emprisonnement par les Bourbons, les Prussiens ou les Autrichiens. L'alternative est donc de se rendre aux Britanniques et de demander l'asile politique. Le 10 juillet, Napoléon envoie deux émissaires, le général Anne Jean Marie René Savary et Emmanuel de Las Cases sur le Bellerophon pour rencontrer Maitland et discuter de la possibilité d'obtenir la permission de se rendre aux États-Unis,. Maitland a l'ordre d'empêcher cela et lui offre plutôt l'hospitalité à bord de son navire afin de le transporter avec sa suite en Angleterre. Les jours suivants sont consacrés à des discussions et des négociations, mais, n'ayant plus le choix, Napoléon décide le 13 juillet de se rendre aux Britanniques. Il rédige donc une lettre adressée au prince de Galles (futur George IV), le prince régent pendant la maladie de son père, le roi George III.

« Altesse Royale,
En butte aux factions qui divisent mon pays et à l'inimitié des plus grandes nations de l'Europe, j'ai terminé ma carrière politique et viens, comme Thémistocle, m'asseoir sur le foyer du peuple britannique. Je me mets sous la protection de ses lois, que je réclame de Votre Altesse Royale, comme du plus puissant, du plus constant et du plus généreux de mes ennemis. »

— Napoléon Ier, Extrait de la lettre adressée au prince de Galles.
Le 14 juillet, Maitland reçoit une lettre l'informant que Napoléon allait rejoindre le Bellerophon le lendemain matin pour se rendre. Napoléon embarque à l'aube du 15 juillet à bord du brick Épervier et se dirige vers le Bellerophon, tandis que le Superb d'Henry Hotham est en approche. Craignant que le brick ne puissent pas atteindre le Bellerophon avant l'arrivée du Superb et qu'Hotham prenne en main la situation et les honneurs, Maitland envoie une embarcation réceptionner l'ancien empereur et le transférer à bord du navire. Vers 6 h 30, le général Henri Gatien Bertrand monte à bord du Bellerophon, suivi par Napoléon. Sous la garde des Royal Marines, Napoléon retire son chapeau et annonce « Je viens me mettre sous la protection de votre prince et de vos lois » et Maitland s'incline en réponse. Avec la reddition de l'ancien empereur à bord d'un navire de guerre britannique, les guerres napoléoniennes sont terminées. Pour l'historien de marine David Cordingly, ce moment est « [la consécration] du Bellerophon [quand] six semaines après la bataille de Waterloo, Napoléon […], pris au piège à Rochefort, se rend au capitaine du navire qui [l']avait gêné […] depuis plus de vingt ans »,.

### Napoléon à bord duBellerophon

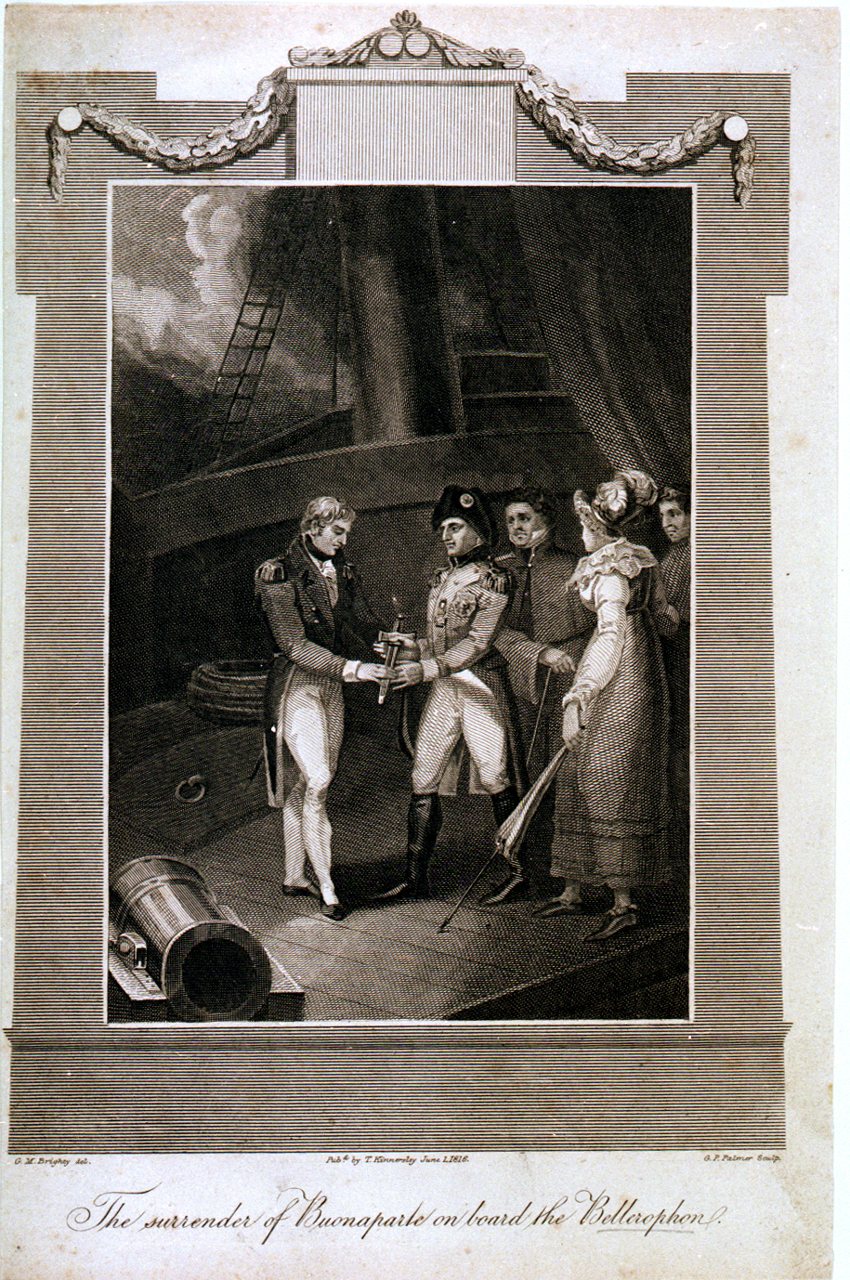
The surrender of Buonaparte on board the Bellerophon (1816) de G. M. Brighty.

Maitland montre à Napoléon la grand'chambre — sa propre cabine — qu'il met à sa disposition et lui fait faire un tour de son navire. À 10 h 30, le Superb jette l'ancre dans la rade et Maitland s'y rend pour faire son rapport. Hotham approuve ses arrangements et convient que Napoléon soit transporté en Angleterre à bord du Bellerophon. Il monte lui-même à bord du Bellerophon pour rencontrer l'ancien empereur et un grand dîner est organisé dans la grand'chambre, en présence de la suite de Napoléon et d'officiers britanniques. Le lendemain, Napoléon se rend auprès d'Hotham sur le Superb et, après son retour, Maitland met le cap vers l'Angleterre en compagnie du HMS Myrmidon. Une routine se met rapidement en place ; Napoléon faisant généralement une promenade sur le pont autour de 17 h, suivie d'un dîner officiel à 18 h. Les marins et officiers enlèvent leurs chapeaux, se tiennent à distance lorsque Napoléon vient sur le pont et ne parlent pas avec lui sauf s'il les invite à le faire. Cette routine prend fin dans la matinée du 23 juillet quand Napoléon apparaît à l'aube pour observer le dernier morceau de terre française visible pour le reste du voyage, à mesure que le Bellerophon arrive en vue d'Ouessant. Il monte sur la dunette, assisté par un marin, et passe la matinée à regarder la côte disparaître lentement de sa vue. Il est rejoint par les membres de sa suite, mais ne parle à aucun d'eux.
Le Bellerophon jette l'ancre devant Brixham dans la baie de Tor le matin du 24 juillet. Maitland y reçoit l'ordre de l'amiral George Keith Elphinstone « d'empêcher toute personne de venir à bord du navire […], à l'exception des officiers et des hommes qui composent son équipage ». Même s'il parvient à chasser les embarcations qui approchent le navire de guerre pour vendre du pain frais et des fruits, la rumeur de la présence de Napoléon à bord du navire se répand. Les nouvelles font sensation et un grand nombre de bateaux remplis de curieux entourent rapidement le navire. Parfois Napoléon sort les regarder, mais malgré l'insistance de certaines personnes pour être admises à bord, Maitland reste ferme et empêche tout contact. Le 26 juillet, le Bellerophon reçoit l'ordre de se rendre en rade de Plymouth où George Keith Elphinstone est à l'ancre à bord de son navire amiral HMS Ville de Paris. Accompagné de Harry Bunburry, sous-secrétaire d'État à la Guerre, George Keith Elphinstone rend visite à Napoléon. Ce dernier reste à bord du Bellerophon et le navire est maintenu isolé de la foule de curieux par deux navires de garde, les frégates HMS Liffey et HMS Eurotas. Napoléon n'est jamais appelé « Empereur » mais « général Bonaparte », les Anglais n'ayant jamais reconnu l'Empire français.

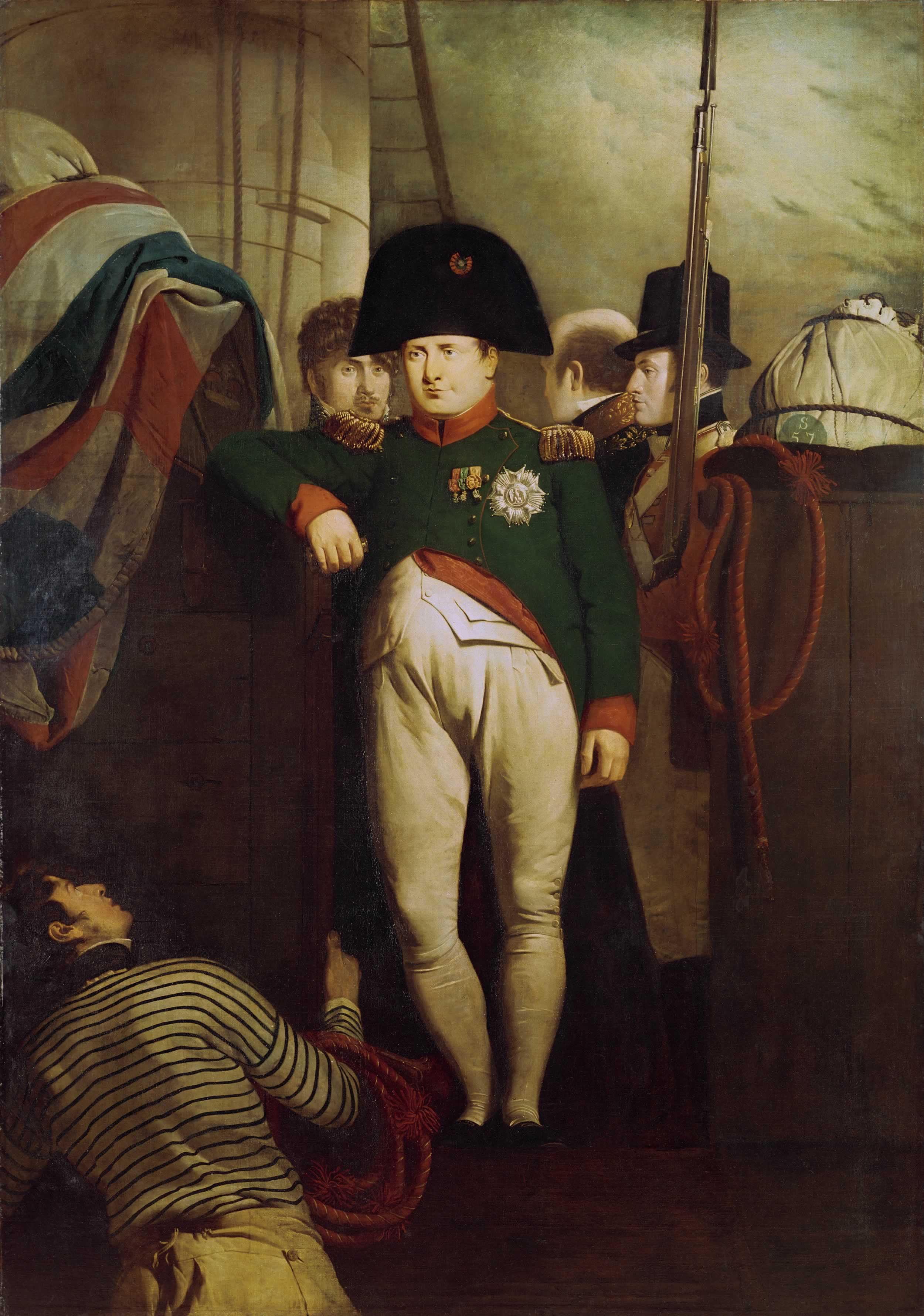
à bord du Bellerophon en rade de Plymouth, tableau de Charles Lock Eastlake, 1815.
C'est un des rares tableaux où on voit l'(ex-)empereur portant les insignes des trois ordres dont il avait été le grand-maître : Légion d'honneur, ordre de la Réunion et ordre de la Couronne de fer.

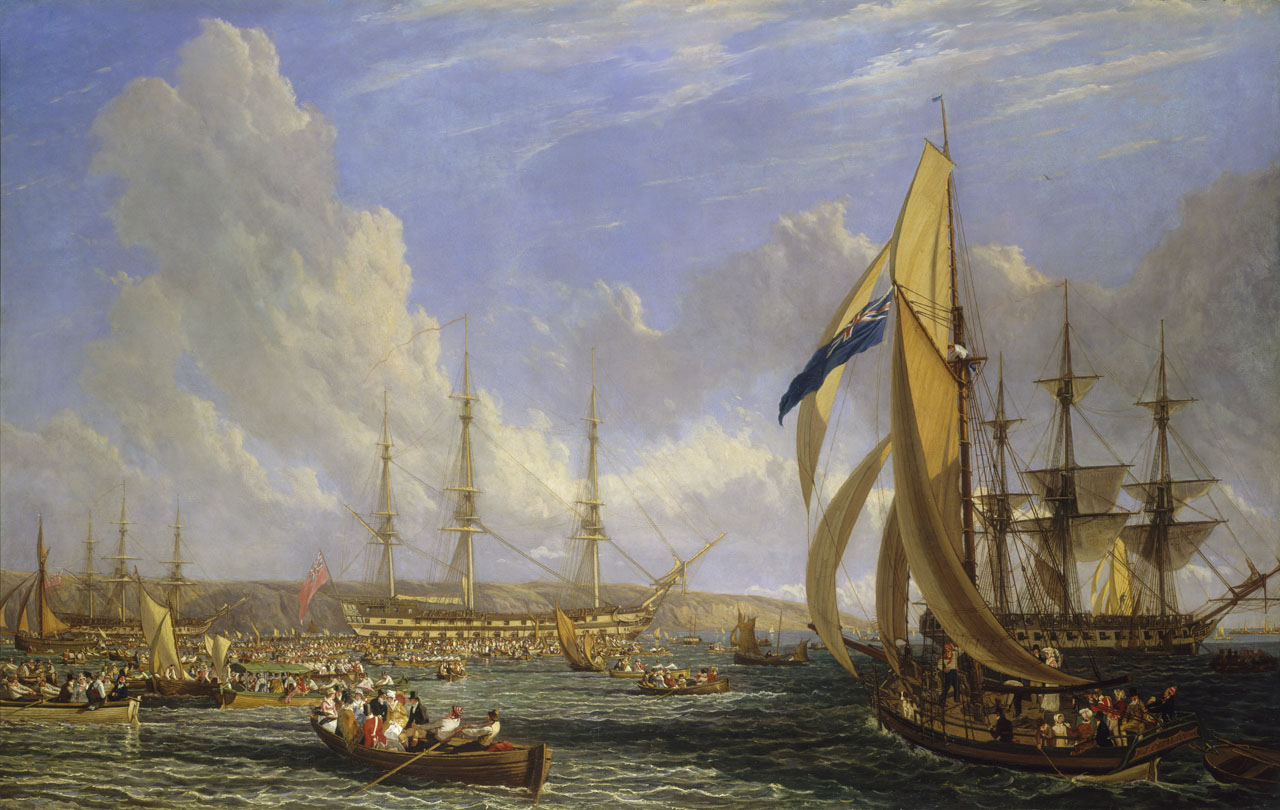
Scene in Plymouth Sound in August 1815 (1816) de John James Chalon. Le Bellerophon est au centre, entouré par des embarcations de personnes curieuses de voir.

Le Bellerophon passe deux semaines en rade de Plymouth, tandis que les autorités décident du sort de Napoléon. Le 31 juillet, elles communiquent leur décision d'un exil de l'ancien empereur sur l'île isolée de Sainte-Hélène. Il est autorisé à prendre trois officiers, son chirurgien et douze serviteurs avec lui. Napoléon, qui avait espéré être autorisé à s'installer en Angleterre, est amèrement déçu par les nouvelles,,,. Le Bellerophon n'est pas choisi pour emmener l'ancien empereur en exil, l'Amirauté craignant que la longue traversée dans l'océan Atlantique soit incompatible avec un navire vieillissant. Le HMS Northumberland est sélectionné en remplacement et l'amiral George Cockburn en prend le commandement. Le 4 août, George Keith Elphinstone ordonne au Bellerophon d'appareiller et d'attendre l'arrivée du Northumberland. Le 7 août, Napoléon remercie Maitland et son équipage pour leur hospitalité et quitte le Bellerophon, où il a passé plus de trois semaines sans poser le pied en Angleterre. Il monte à bord du Northumberland, qui fait voile ensuite pour Sainte-Hélène.

## Ponton et démolition
Après avoir transféré Napoléon, le Bellerophon navigue à Sheerness où il s'ancre le 2 septembre. Il est dépouillé de ses canons et de ses mâts. Comme de nombreux navires n'étant plus utiles avec la fin des guerres napoléoniennes, le Bellerophon est désarmé de la même manière. En octobre 1815, un rapport préconise de l'utiliser comme ponton d'emprisonnement en remplacement du HMS Portland pour un certain nombre de condamnés. Le rapport est approuvé et le Bellerophon entre au chantier naval de Sheerness en décembre 1815 pour neuf mois afin d'être équipé pour sa nouvelle fonction,.
L'opération est réalisée pour un coût de 12 081 £ et les prisonniers sont transférés en janvier 1817. Le Bellerophon emprisonne généralement près de 435 détenus pendant cette période même si, en 1823, des modifications de la législation donnent lieu au transfert des détenus adultes pour que le Bellerophon soit consacré uniquement aux garçons et adolescents,. Ainsi, 320 d'entre eux arrivent au début de l'année 1824,.
En 1824, la décision est prise de renommer le HMS Waterloo, un navire de 80 canons lancé en 1818, en HMS Bellerophon,. Pour « libérer » le nom, le Bellerophon est rebaptisé Captivity le 5 octobre 1824,. Il continue de servir de ponton jusqu'au début de l'année 1826 où il est décidé que l'agencement des espaces intérieurs le rend obsolète dans ce rôle. Les détenus sont transférés à un autre ponton, l'ancien HMS Euryalus, et il est décidé de déplacer le Captivity à Plymouth. Le navire est emmené au chantier naval de Sheerness en avril 1826 et il est équipé pour son voyage à Plymouth. Il y arrive en juin et passe les huit dernières années de son existence comme ponton à Plymouth. En 1834, le taux de déportations pénales ayant considérablement augmenté, les pontons deviennent inutiles et les prisonniers sont transférés. Quand les derniers détenus quittent le Captivity, il est mis en vente. Il est vendu à Plymouth pour 4 030 £ le 21 janvier 1836, et des annonces sont faites en septembre 1836 dans le journal local Plymouth, Devonport and Stonehouse News pour signaler la vente aux enchères de son bois.

## Postérité
Des morceaux du bois du Bellerophon sont achetés aux enchères par George Bellamy, médecin-chirurgien à bord du navire lors de la bataille d'Aboukir. Bellamy les intègre dans un cottage qu'il construit à Plymstock. Le capitaine Maitland achète une partie de la figure de proue et certains de ses ornements de poupe, puis les cède à des collections qui deviendront le Royal Naval Museum de Portsmouth. Le National Maritime Museum de Greenwich détient plusieurs reliques liées au Bellerophon et aux personnes ayant eu une histoire avec le navire, comme la dague, l'épée et le pistolet du capitaine John Cooke et un trophée remis à l'amiral Thomas Pasley par Lloyd's of London. Les collections contiennent également des objets relatifs à Napoléon Ier, comprenant le canapé de la cabine principale et le crâne d'une chèvre qui a fourni du lait pour Napoléon et sa suite.
Le navire et son équipage sont mentionnés dans plusieurs romans historiques se situant pendant les guerres de la Révolution française et les guerres napoléoniennes, dont plusieurs de la série de romans des Aubreyades écrite par Patrick O'Brian.
Le Bellerophon apparaît dans un certain nombre d'œuvres d'art, dont plusieurs décrivant le rôle du navire dans la reddition de Napoléon. William Quiller Orchardson peint notamment Napoléon sur le Bellerophon et Charles Lock Eastlake peint un portrait de Napoléon en uniforme, debout sur le pont du Bellerophon, tandis que John James Chalon reproduit une scène dans la baie de Plymouth en août 1815 avec le Bellerophon entouré par de nombreuses embarcations,. Thomas Luny peint une scène similaire, montrant le Bellerophon ayant rendez-vous avec le Northumberland, de même que Jules Girardet qui peint Napoléon dans la rade de Plymouth. Plusieurs gravures populaires sont également réalisées avec la représentation de l'arrivée de Napoléon sur le Bellerophon pour sa reddition ou son transfert sur le Northumberland pour son exil. Le navire est également représenté dans des peintures et gravures de batailles comme pour le blocus de Cadix avec le reste de l'escadron dans un ouvrage de Thomas Buttersworth, lors du combat de Prairial dans des œuvres de Nicholas Pocock, la « retraite de Cornwallis » de William Anderson, ou encore les batailles d'Aboukir et de Trafalgar par Thomas Whitcombe.
Le Bellerophon est mentionné dans plusieurs versets d'une chanson commémorant la « retraite de Cornwallis » en 1795, qui célèbrent les Cornwallis (appelé ici par son surnom « Billy Blue ») et le navire durant le combat de Prairial. La chanson folklorique Boney was a Warrior sur la vie de Napoléon, comprend un verset célébrant les liens entre bateau et sa reddition.